# Weler
Weler war ein französischer Hersteller von Automobilen.

## Unternehmensgeschichte
Marcel Violet gründete das Unternehmen 1920 in Levallois-Perret und begann mit der Produktion von Automobilen. Der Markenname lautete Weler. 1923 endete die Produktion.

## Fahrzeuge
Hergestellt wurden vierrädrige Cyclecars. Der Zweizylinder-Zweitaktmotor leistete 6 PS. Es gab Modelle mit Frontmotor sowie Modelle mit Heckmotor und -antrieb. Die Fahrzeuge wurden auch bei Autorennen eingesetzt. So erreichte Louis Charavel 1921 am Steuer eines Weler den vierten Platz bei der Coupe des Voiturettes.